# Platyla maasseni
Platyla maasseni là một loài động vật chân bụng trong họ Aciculidae. Nó là loài đặc hữu của Serbia và Montenegro.